# Ripa
Ripa é um elemento estrutural do telhado, geralmente de madeira, podendo ser de aço, a ripa possui uma pequena seção transversal, se comparada com uma terça ou caibro, e serve para melhor distribuir as cargas geradas pela cobertura.
Em telhados de palha, comumente utilizados em regiões praianas, as ripas servem para fixar as palhas no telhado porque a carga gerada pela mesma é muito pequena, comparada à telha cerâmica.
Na região nordeste do Brasil a seção transversal mais utilizada na confecção das madeiras para as ripas é de 5,0cm x 1,5cm.
Localiza-se sobre os caibros e atua no sentido transversal da queda d'água do telhado.